# Municipio de Adams (Kansas)
El municipio de Adams (en inglés, Adams Township) es un municipio situado en el condado de Nemaha, Kansas, Estados Unidos. Tiene una población estimada, a mediados de 2022, de 162 habitantes.
Abarca una zona exclusivamente rural.

## Geografía
Está ubicado en las coordenadas 39°47′00″N 95°57′28″O / 39.78333, -95.95778. Según la Oficina del Censo de los Estados Unidos, tiene una superficie total de 93.12 km², de los cuales 93.06 km² corresponden a tierra firme y 0.06 km² están cubiertos de agua.

## Demografía
Según el censo de 2020, en ese momento había 171 personas residiendo en la zona. La densidad de población era de 1.8 hab/km². El 97.08% de los habitantes eran blancos y el 2.92% eran de una mezcla de razas. No había hispanos o latinos viviendo en la región.